# Slučajnaja
Slučajnaja (in russo Случайная?) è un singolo della cantante ucraina Loboda, pubblicato il 10 marzo 2017 come quinto estratto dal terzo album in studio H2LO.

## Accoglienza
Aleksej Mažaev di InterMedia ha dichiarato che Loboda nella canzone apre nuove sfaccettature, mescolando liricità e ritmicità. Egli ha anche sottolineato che la canzone meritatamente è tra quelli che hanno portato Loboda in una posizione di leadership tra le cantanti pop di lingua russa. Andrej Nikitin di Afiša Daily ha descritto la canzone come un drammatico successo pop pretenzioso.

## Video musicale
Il video musicale, diretto da Natella Krapivina, è stato reso disponibile il 14 giugno 2017. Nel video nel ruolo di guardia recitato Alim Chokonov, e nel ruolo di presentatore è apparso il conduttore televisivo ucraino Volodymyr Ostapčuk.

## Tracce
Testi e musiche di Kirill Pavlov.
Download digitale
1. Slučajnaja – 3:53

## Classifiche

### Classifiche settimanali
| Classifica (2017) | Posizione massima |
| ----------------- | ----------------- |
| Russia            | 15                |
| Ucraina           | 13                |

### Classifiche di fine anno
| Classifica (2017) | Posizione |
| ----------------- | --------- |
| Russia            | 30        |
| Ucraina           | 54        |
| Classifica (2018) | Posizione |
| Russia            | 88        |
| Classifica (2019) | Posizione |
| Russia            | 127       |
| Classifica (2020) | Posizione |
| Russia            | 167       |
| Classifica (2021) | Posizione |
| Russia            | 175       |